# Перманганат калия
Пермангана́т ка́лия (лат. Kalii permanganas, распространённое название в быту — марганцо́вка) — марганцовокислый калий, калиевая соль марганцовой кислоты. Химическая формула — KMnO4. Представляет собой тёмно-фиолетовые, почти чёрные кристаллы, при растворении в воде образующие ярко окрашенный раствор цвета фуксии.

## Физические свойства

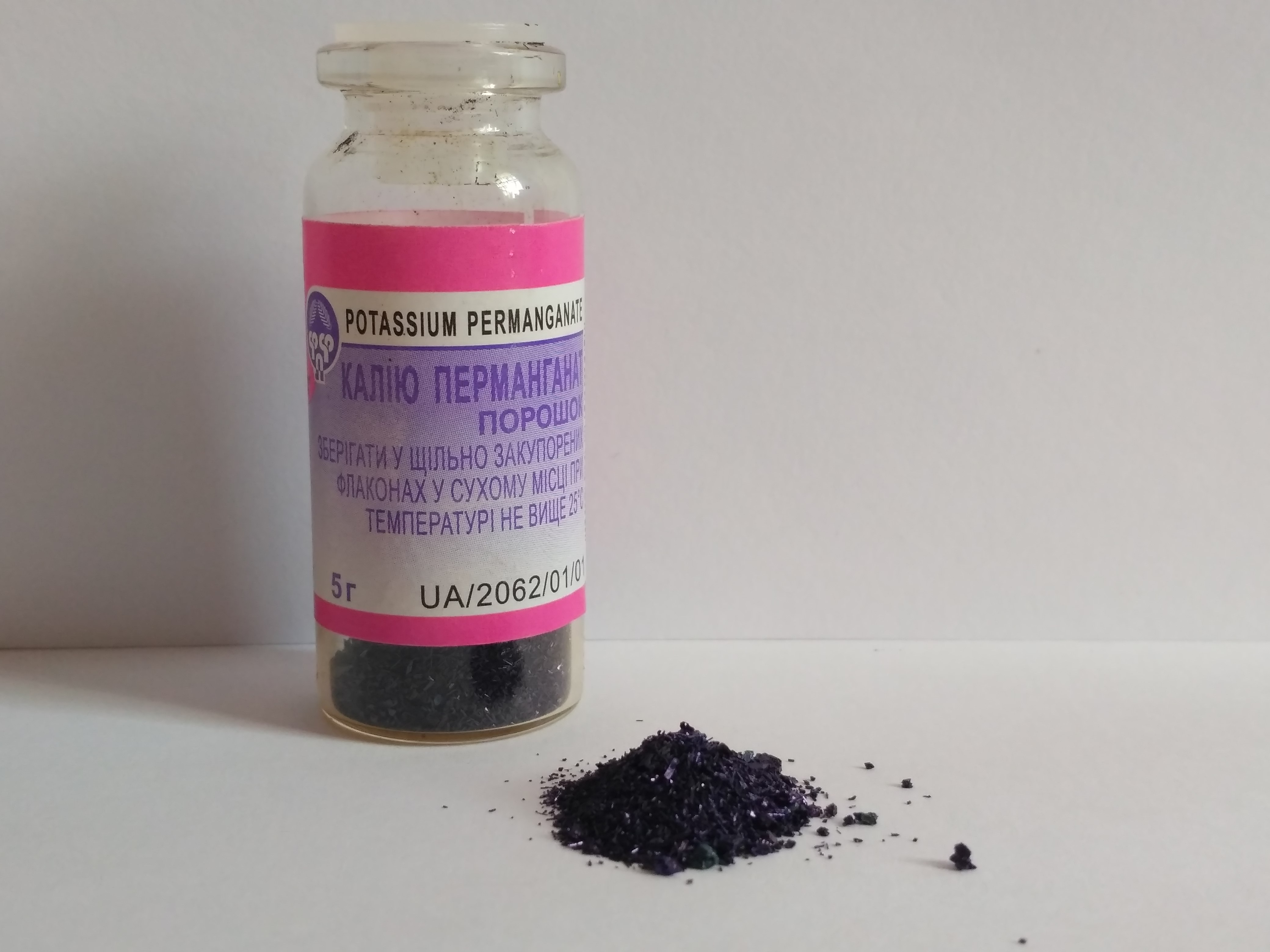
Кристаллы перманганата калия под микроскопом

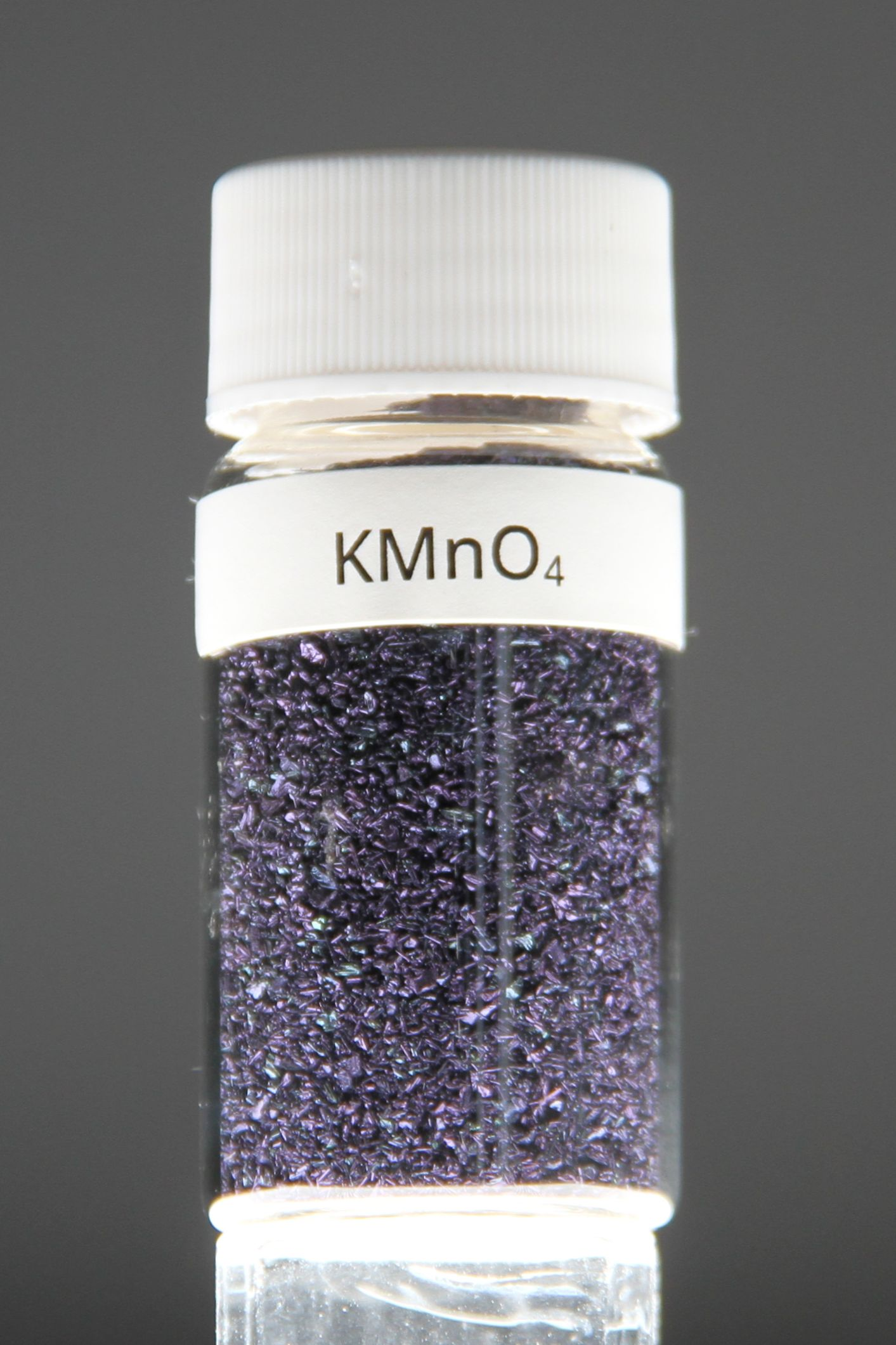
Перманганат калия в виале

Внешний вид: тёмно-фиолетовые кристаллы с металлическим блеском. Показатель преломления составляет 1,59 (при 20 °C).
Растворяется в воде (см. таблицу), жидком аммиаке, ацетоне (2:100), метаноле, пиридине.
| Температура, °C             | 10   | 20   | 25   | 30 | 40   | 50   | 65 |
| Растворимость, г/100 г воды | 4,22 | 6,36 | 7,63 | 9  | 12,5 | 16,8 | 25 |

### Термодинамические свойства
| Стандартная энтальпия образования ΔH     | −813,4 кДж/моль (т) (при 298 К)    |
| Стандартная энергия Гиббса образования G | −713,8 кДж/моль (т) (при 298 К)    |
| Стандартная энтропия S                   | 171,71 Дж/(моль·K) (т) (при 298 К) |
| Стандартная мольная теплоёмкость Cp      | 119,2 Дж/(моль·K) (т) (при 298 К)  |

## Химические свойства
| Окисленная форма | Восстановленная форма | Среда | E0, В |
| ---------------- | --------------------- | ----- | ----- |
| MnO4−            | MnO42−                | OH−   | +0,56 |
| MnO4−            | H2MnO4                | H+    | +1,22 |
| MnO4−            | MnO2                  | H+    | +1,69 |
| MnO4−            | MnO2                  | OH−   | +0,60 |
| MnO4−            | Mn2+                  | H+    | +1,51 |

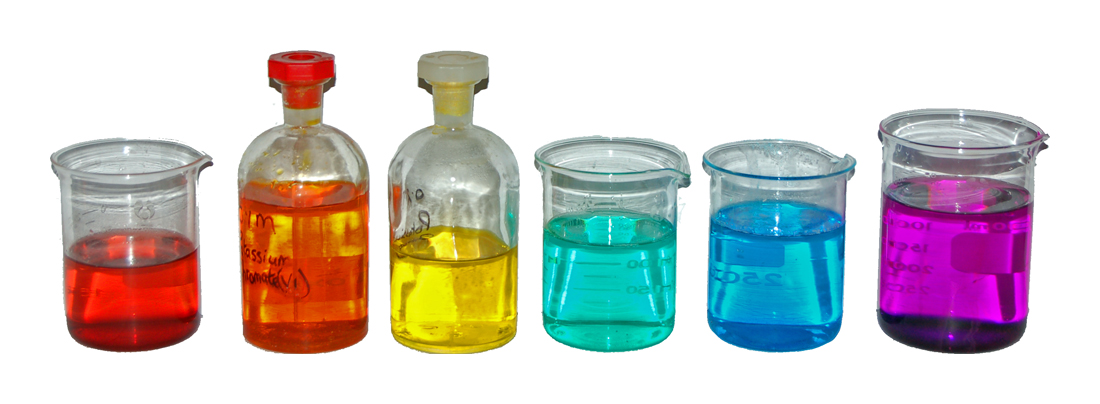
Слева направо (водные растворы): Co(NO_{3})_{2} (красный); K_{2}Cr_{2}O_{7} (оранжевый); K_{2}CrO_{4} (жёлтый); NiCl_{2} (бирюзовый); CuSO_{4} (голубой); KMnO_{4} (фиолетовый)

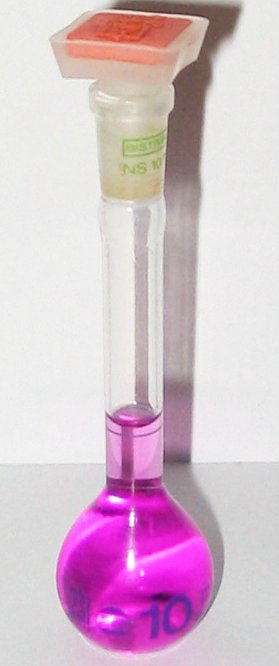
Раствор KMnO_{4} в воде в мерной колбе

Является сильным окислителем. В зависимости от pH раствора окисляет различные вещества, восстанавливаясь до соединений марганца разной степени окисления. В кислой среде — до соединений марганца(II), в нейтральной — до соединений марганца(IV), в сильно щелочной — до соединений марганца(VI). Примеры реакций приведены ниже (на примере взаимодействия с сульфитом калия):
- в кислой среде:

{\displaystyle {\ce {2KMnO4 + 5K2SO3 + 3H2SO4 -> 6K2SO4 + 2MnSO4 + 3H2O}}};
- в нейтральной среде:

{\displaystyle {\ce {2KMnO4 + 3K2SO3 + H2O -> 3K2SO4 + 2MnO2 + 2KOH}}};
- в щелочной среде:

{\displaystyle {\ce {2KMnO4 + K2SO3 + 2KOH -> K2SO4 + 2K2MnO4 + H2O}}}.
Однако последняя реакция (в щелочной среде) идёт по указанной схеме только при недостатке восстановителя и высокой концентрации щёлочи, которая обеспечивает замедление гидролиза манганата калия.
При соприкосновении с концентрированной серной кислотой перманганат калия взрывается, однако при аккуратном соединении с холодной кислотой реагирует с образованием неустойчивого оксида марганца(VII):
{\displaystyle {\ce {2KMnO4 + H2SO4 -> K2SO4 + Mn2O7 + H2O}}}.
При этом в качестве промежуточного продукта может образовываться интересное соединение — оксосульфат марганца {\displaystyle {\ce {MnO3HSO4}}}. По реакции с фторидом иода(V) можно получить аналогичный оксофторид:
{\displaystyle {\ce {KMnO4 + IF5 -> KF + IOF3 + MnO3F}}}.
При нагревании разлагается с выделением кислорода (этим способом пользуются в лаборатории для получения чистого кислорода). Схему реакции упрощённо можно представить уравнением:
{\displaystyle {\ce {2KMnO4->[^{\circ }t]K2MnO4\ +MnO2\ +O2}}}.
На самом деле реакция идёт намного сложнее, например, при не очень сильном нагревании её можно примерно описать уравнением:
{\displaystyle {\ce {5KMnO4->[^{\circ }t]K2MnO4\ +K3MnO4\ +3MnO2\ +3O2}}}.
Реагирует с солями двухвалентного марганца, например:
{\displaystyle {\ce {2KMnO4 + 3MnSO4 + 2H2O -> 5MnO2 + K2SO4 + 2H2SO4}}}.
Эта реакция в принципе обратна дисмутации (диспропорционирование) : : {\displaystyle {\ce {K2MnO4}}} на {\displaystyle {\ce {MnO2}}} и {\displaystyle {\ce {KMnO4}}}.
Окисляет органические вещества. В частности, разбавленные растворы перманганата калия в щелочной и нейтральной среде окисляют алкены до диолов (реакция Вагнера):

Водные растворы перманганата калия термодинамически нестабильны, но кинетически довольно устойчивы. Их сохранность резко повышается при хранении в темноте.
При смеси с пероксидом водорода протекает следующая реакция:
{\displaystyle {\ce {2KMnO4 +3H2O2 -> 2MnO2 + 3O2 ^ + 2H2O + 2KOH}}}.
Перманганат калия реагирует с концентрированной соляной, бромоводородной или иодоводородной кислотой. В результате выделяются свободные галогены:
{\displaystyle {\ce {2KMnO4 + 16HCl -> 2KCl + 2MnCl2 + 5Cl2 ^ + 8H2O}}}
Во время химической реакции хлорид-анион {\displaystyle {\ce {Cl^{-}}}} окисляется до элементарного хлора, а ион {\displaystyle {\ce {Mn^{7+}}}} в перманганат-анионе восстанавливается до катиона {\displaystyle {\ce {Mn^{2+}}}}:
{\displaystyle {\ce {2Cl^{-}-> Cl2 ^}}}
{\displaystyle {\ce {Mn^{7+}-> Mn^{2+}}}}

## Применение
Применение этой соли чаще всего основано на высокой окисляющей способности перманганат-иона, обеспечивающей антисептическое действие.

### Медицинское применение
Разбавленные растворы (около 0,1 %) перманганата калия нашли широчайшее применение в медицине как антисептическое средство, для полоскания горла, промывания ран, обработки ожогов. В качестве рвотного средства для приёма внутрь при отравлениях морфином, аконитином и некоторыми другими алкалоидами используют разбавленный (0,02—0,1 %) раствор перманганата калия.

#### Фармакологическое действие
Антисептическое средство. При соприкосновении с органическими веществами выделяет атомарный кислород. Образующийся при восстановлении препарата оксид образует с белками комплексные соединения — альбуминаты (за счёт этого калия перманганат в малых концентрациях оказывает вяжущее, а в концентрированных растворах — раздражающее, прижигающее и дубящее действие). Обладает также дезодорирующим эффектом. Эффективен при лечении ожогов и язв. Способность калия перманганата обезвреживать некоторые яды лежит в основе использования его растворов для промывания желудка при отравлениях неизвестным ядом и пищевых токсикоинфекциях. При попадании внутрь всасывается, оказывая действие (приводит к развитию метгемоглобинемии).

#### Показания
Смазывание язвенных и ожоговых поверхностей — инфицированные раны, язвы и ожоги кожи. Полоскание полости рта и ротоглотки — при инфекционно-воспалительных заболеваниях слизистой оболочки полости рта и ротоглотки (в том числе при ангинах). Для промывания и спринцеваний при гинекологических и урологических заболеваниях — кольпиты и уретриты. Для промываний — желудка при отравлениях, вызванных приёмом внутрь алкалоидов (морфин, аконитин, никотин), синильной кислотой, фосфором, хинином; кожи — при попадании на неё анилина; глаз — при поражении их ядовитыми насекомыми.

#### Противопоказания
Гиперчувствительность.
При передозировке: резкая боль в полости рта, по ходу пищевода, в животе, рвота, диарея; слизистая оболочка полости рта и глотки — отёчная, тёмно-коричневого, фиолетового цвета, возможен отёк гортани, развитие механической асфиксии, ожогового шока, двигательного возбуждения, судорог, явлений паркинсонизма, геморрагического колита, нефропатии, гепатопатии. При пониженной кислотности желудочного сока возможно развитие метгемоглобинемии с выраженным цианозом и одышкой. Смертельная доза для детей — около 3 г, для взрослых — 0,3—0,5 г/кг.
Лечение: метиленовый синий (50 мл 1 % раствора), аскорбиновая кислота (внутривенно — 30 мл 5 % раствора), цианокобаламин — до 1 мг, пиридоксин (внутримышечно — 3 мл 5 % раствора).

#### Способ применения и дозы
В водных растворах для промывания ран (0,1—0,5 %), для полоскания рта и горла (0,01—0,1 %), для смазывания язвенных и ожоговых поверхностей (2—5 %), для спринцевания (0,02—0,1 %) в гинекологической и урологической практике, а также промывания желудка при отравлениях.

### Предосторожности
Активно взаимодействует при нагреве и даже при комнатной температуре с большинством восстановителей, например, органическими веществами (сахарозой, танинами, глицерином и многими другими), легкоокисляющимися веществами, поэтому при смешивании происходит саморазогревание, что иногда вызывает самовоспламенение смеси (с концентрированным раствором глицерина, или безводным — всегда) и может привести к взрыву.
Очень опасно растирание сухого перманганата калия с органическими веществами и порошками активных металлов и неметаллов (кальцием, алюминием, магнием, фосфором, серой и др.) — весьма вероятен взрыв.

### Применение в аналитической химии
Благодаря сильным окислительным способностям перманганат-иона в кислое среде и его крайне яркой окраске, он часто используется в качестве титранта, которому не требуется индикатор (конец титрования определяется по неисчезающей розоватой окраске). Для стандартизации раствора, в качестве первичного стандарта используется оксалат натрия. Стандартизация производится при нагревании.

### Другие сферы применения
- 1—2%-й раствор используется садоводами для протравливания семян перед посадкой[2]
- Применяется для определения перманганатной окисляемости при оценке качества воды согласно ГОСТ 2761-84 по методу Кубеля[3].
- Щелочной раствор перманганата калия хорошо отмывает лабораторную посуду от жиров и других органических веществ.
- Растворы (концентрации примерно 3 г/л) широко применяются при тонировании фотографий.
- В пиротехнике применяют в качестве сильного окислителя.
- Применяют в качестве катализатора разложения перекиси водорода в жидкостных ракетных двигателях.
- Водный раствор перманганата калия используется для травления дерева, в качестве морилки.
- Водный раствор применяется также для выведения татуировок. Результат достигается посредством химического ожога, при котором отмирают ткани, в которых содержится красящее вещество. Данный метод немногим отличается от простого срезания кожи, обычно он менее эффективен и более неприятен, так как ожоги заживают намного дольше. Татуировка не удаляется полностью, на её месте остаются шрамы.
- Перманганат калия или бихромат натрия используются в качестве окислителя при получении мета- и парафталевых кислот из мета- и параксилолов, соответственно (см. Терефталевая кислота).
- Перманганат калия является прекурсором в синтезе мефедрона и меткатинона (эфедрона).

## Получение
Часто для получения небольших количеств, сплавляют диоксид марганца с нитратом или хлоратом калия и гидроксидом калия. Получающийся манганат(VI) калия далее либо окисляют хлором или электролизом, либо пропускают углекислый газ, создающий кисловатую (или примерно нейтральную) среду, в которой K2MnO4 дисмутирует, что, однако, уменьшает выход ввиду удаления марганца как MnO2.
{\displaystyle {\ce {3MnO2 + KClO3 + 6KOH ->[t] 3K2MnO4 + KCl + 3H2O}}}
{\displaystyle {\ce {3K2MnO4 + 2H2O ->[H^+] 2KMnO4 + MnO2 v + 4KOH}}}
{\displaystyle {\ce {2K2MnO4 + Cl2 -> 2KMnO4 + 2KCl}}}
{\displaystyle {\ce {2K2MnO4 + 2H2O -> 2KMnO4 + H2 ^ + 2KOH}}}
Последняя реакция происходит при электролизе концентрированного раствора манганата калия и эндотермична, она является основным промышленным способом получения перманганата калия.

## Ограничение на покупку
Входит в IV список прекурсоров ПККН в России (допускается исключение некоторых мер контроля).
14 июня 2013 года на Украине был признан прекурсором и внесён в список наркотических веществ.
По этой причине продающаяся в розничной сети "марганцовка" содержит лишь 44,5% перманганата калия, а остальное - инертный наполнитель (обычно сульфат калия или феррат натрия).